# Flèche (architecture)
Pour les articles homonymes, voir flèche.

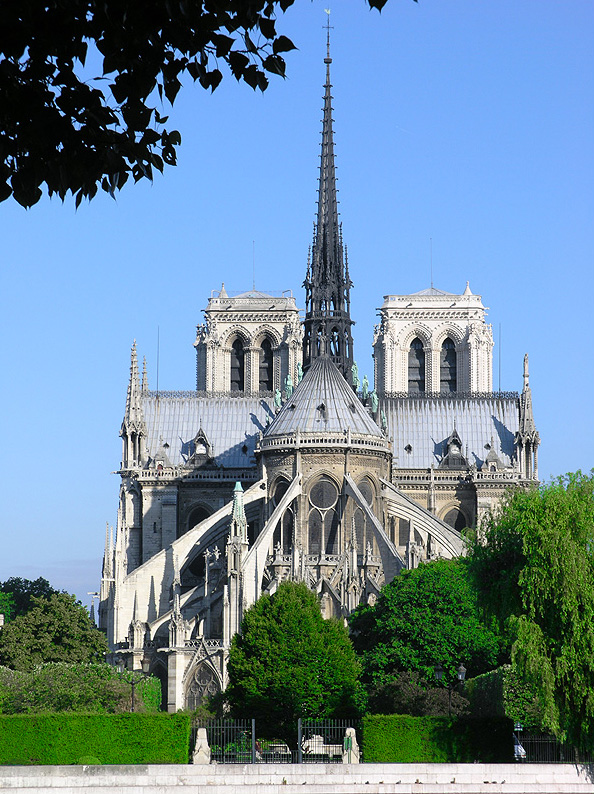
Notre-Dame de Paris avec sa flèche, détruite lors de l'incendie de 2019.

Une flèche est, en architecture, la partie pointue d'édifice, qui surmonte sa partie haute, généralement la toiture. C'est au Moyen Âge que sont apparues les flèches au sommet des clochers-tours des églises ou au faîtage des toitures. Elles sont placés sur les crêtes des toits des églises ou des cathédrales et sont généralement relativement petites comme celle de la cathédrale Notre-Dame de Reims. Cependant, des versions plus grandes peuvent être trouvées sur des cathédrales telles que la cathédrale Notre-Dame d'Amiens ou la cathédrale Notre-Dame de Paris, qui a retrouvé sa flèche depuis peu grâce à sa reconstruction à l'identique après son effondrement lors de l'incendie de 2019, qui a également détruit le toit.

## Composition classique d'une flèche médiévale

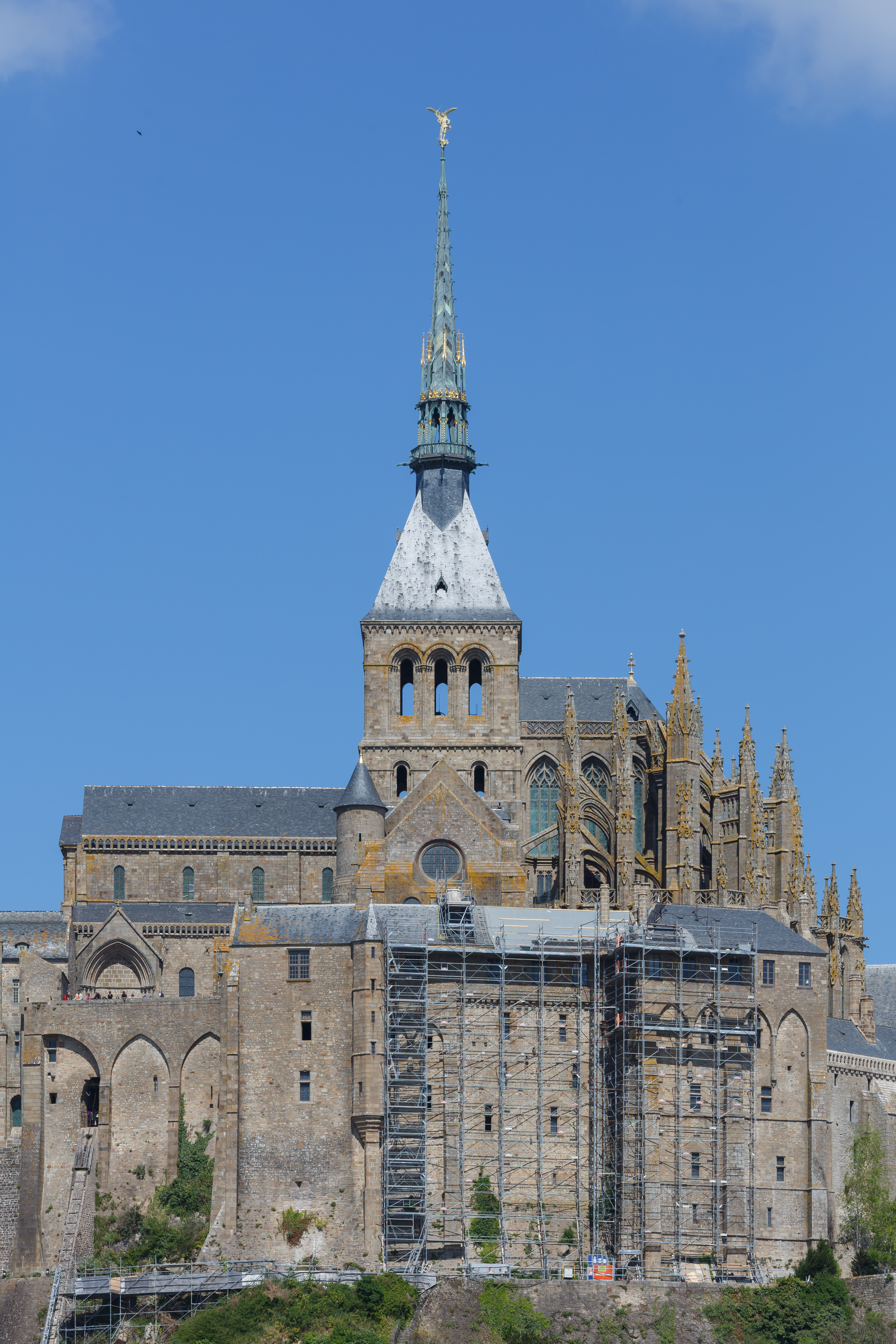
Abbaye du Mont-Saint-Michel, flèche et clocher de l’église abbatiale.

Les bâtisseurs du Moyen Âge ont fait un grand usage des trompes pour porter les flèches de pierre à huit pans sur les tours carrées (église Saint-Ours de Loches, église Saint-Denis de Mogneville).
La tour reste la base de la flèche, cette structure droite et élancée en saillie peut être construite seule ou alors liée à un autre bâtiment (église, monastère).
Un beffroi, structure interne de la tour, à laquelle sont suspendues les cloches, peut parfois être ajouté.
Des tourelles peuvent être rajoutées comme éléments décoratifs ou alors comme contrepoids pour stabiliser la toiture.
Une lucarne de flèche, lucarne pratiquée dans la flèche de l'église en forme de pignon élancé et munie de persiennes permet une ouverture.
La flèche en elle-même, structure pyramidale ou conique, couronne le clocher d'une église ou d'un autre bâtiment inspiré du Moyen Âge.
Le fleuron surmonte l'ensemble de la construction. C'est un ornement couronnant un pinacle, la flèche d'une église ou le faîtage d'un toit. Dans les édifices religieux, il est en général surmonté d'une croix.
La flèche peut être une partie fragile de l'édifice : c'est ainsi qu'à la basilique Saint-Denis, la flèche est démontée en 1847 à la suite d'une tornade (le projet de remontage étant prévu pour 2023).

## Flèche de tour-clocher en pierre
On rencontre des flèches de pierre dans plusieurs églises ou cathédrales :
- flèche de la cathédrale Saint-Maurice d'Angers
- flèche de la cathédrale Notre-Dame d'Anvers
- flèche de la cathédrale Saint-Pierre-et-Saint-Georges de Bamberg
- flèches de la cathédrale Sainte-Marie de Bayonne
- flèche de la cathédrale Saint-Jean-Baptiste de Bazas
- flèches de la cathédrale Saint-André de Bordeaux
- flèches de la cathédrale Sainte-Marie de Burgos
- flèches de l'église Saint-Étienne de Caen
- flèches de la cathédrale Notre-Dame de Chartres
- flèches de la cathédrale Notre-Dame-de-l'Assomption de Clermont de Clermont-Ferrand
- flèches des tours de la cathédrale de Cologne
- flèches de la cathédrale Notre-Dame de Coutances
- flèche de la cathédrale Saint-Michel de Coventry
- flèches de la basilique Notre-Dame de L'Épine
- flèches de la cathédrale Notre-Dame de Fribourg (Allemagne)
- flèches de la cathédrale de León (Espagne)
- flèche de l'église Saint-Maurice de Lille
- flèche de la cathédrale Saint-Pierre de Lisieux
- flèche de la cathédrale Notre-Dame-de-l'Assomption de Luçon
- flèches de la cathédrale Notre-Dame-et-Saint-Privat de Mende
- flèche de la cathédrale Saint-Maurice de Mirepoix
- flèches de la cathédrale Notre-Dame-de-l'Annonciation de Moulins
- flèches de la cathédrale Saint-Patrick de New York
- flèches de la cathédrale de Peterborough
- flèches de la cathédrale Saint-Guy de Prague
- flèches de la cathédrale Saint-Corentin de Quimper
- flèche de l'abbatiale Saint-Ouen de Rouen
- flèche de la cathédrale Saint-Vincent de Saint-Malo
- flèches de la cathédrale Saint-Paul-Aurélien de Saint-Pol-de-Léon
- flèche de la chapelle Notre-Dame du Kreisker à Saint-Pol-de-Léon
- flèches de la cathédrale Notre-Dame de Sées
- flèche de la cathédrale Notre-Dame de Senlis
- flèche de la cathédrale Notre-Dame de Strasbourg
- flèche de la cathédrale Saint-Tugdual de Tréguier
- flèche de la cathédrale Notre-Dame de Tulle
- flèche de l'église principale d'Ulm
- flèches de la cathédrale Saint-Pierre de Vannes
- flèche de la cathédrale Saint-Étienne de Vienne (Autriche)
- flèches de l'église Saint-Bruno de Voiron
- flèche de la cathédrale Saint-Martin d'Ypres

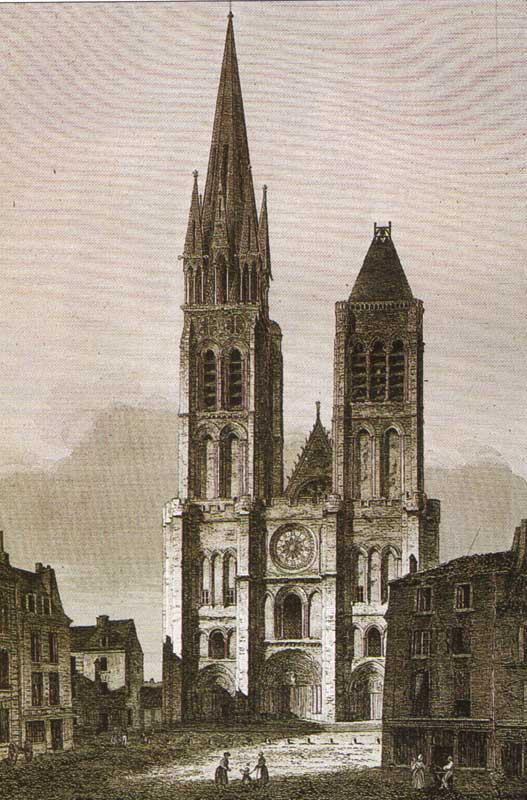
La basilique Saint-Denis avant le démontage de la tour nord.
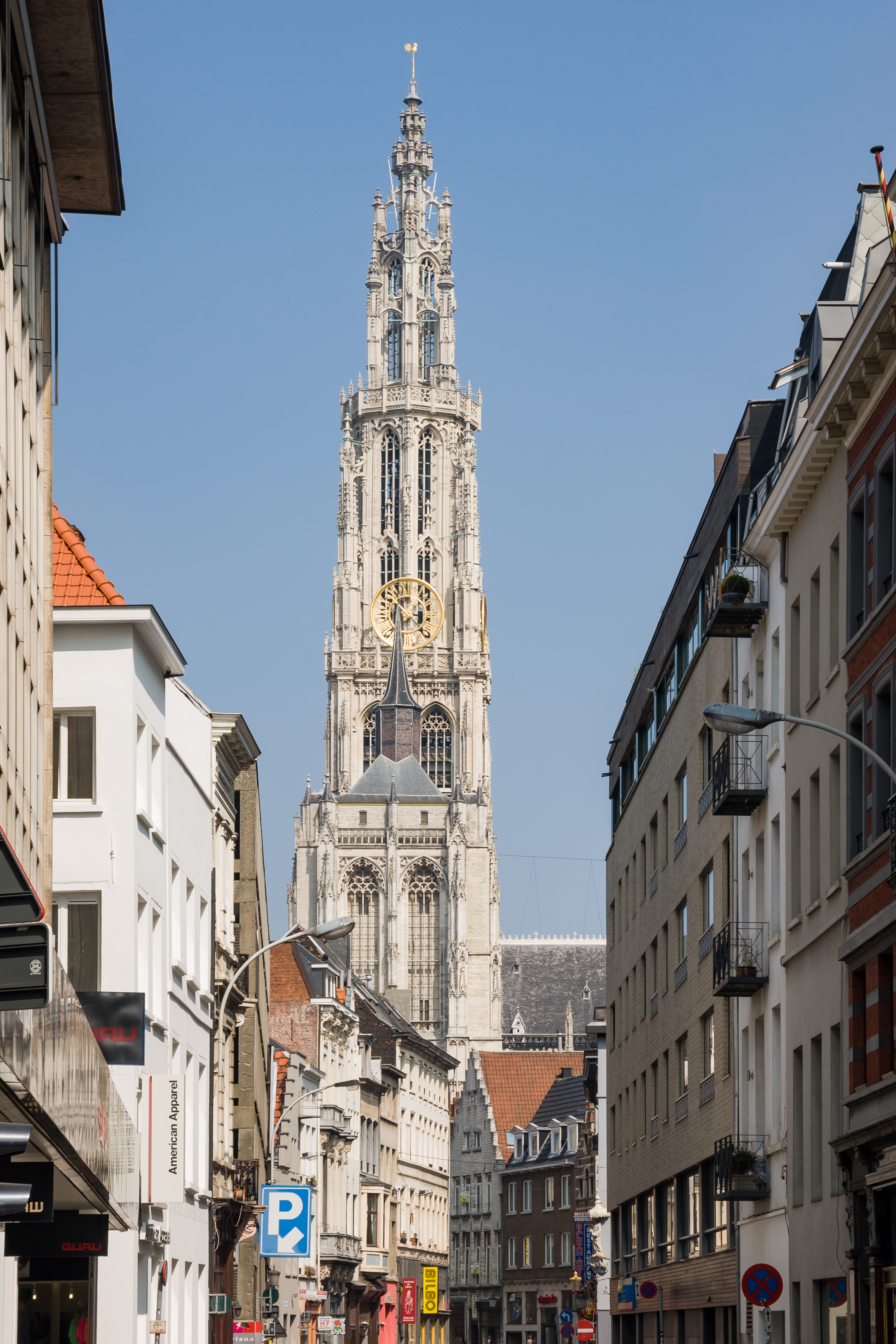
Flèche de la cathédrale Notre-Dame d'Anvers.
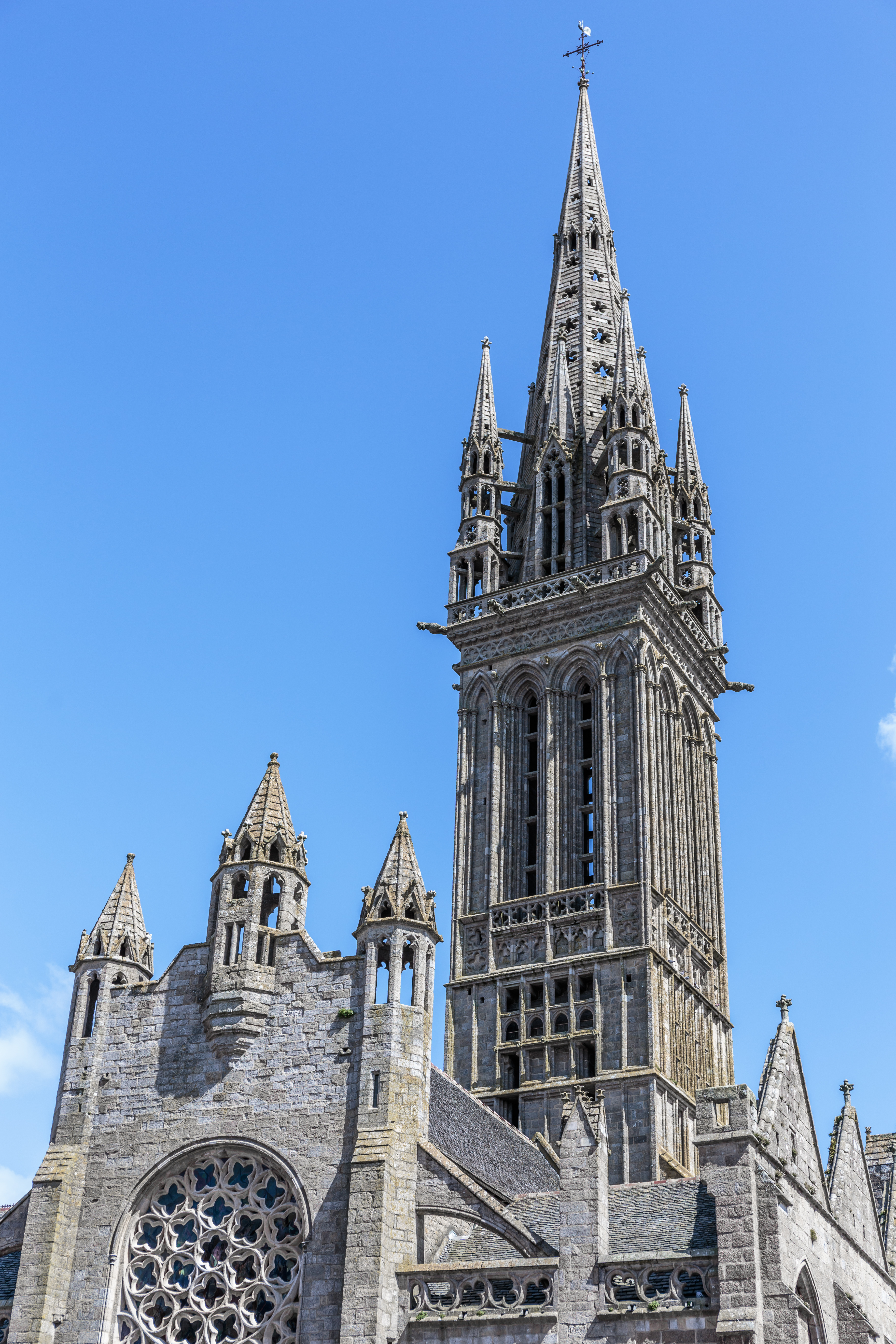
Flèche de la chapelle Notre-Dame du Kreisker de Saint-Pol-de-Léon.
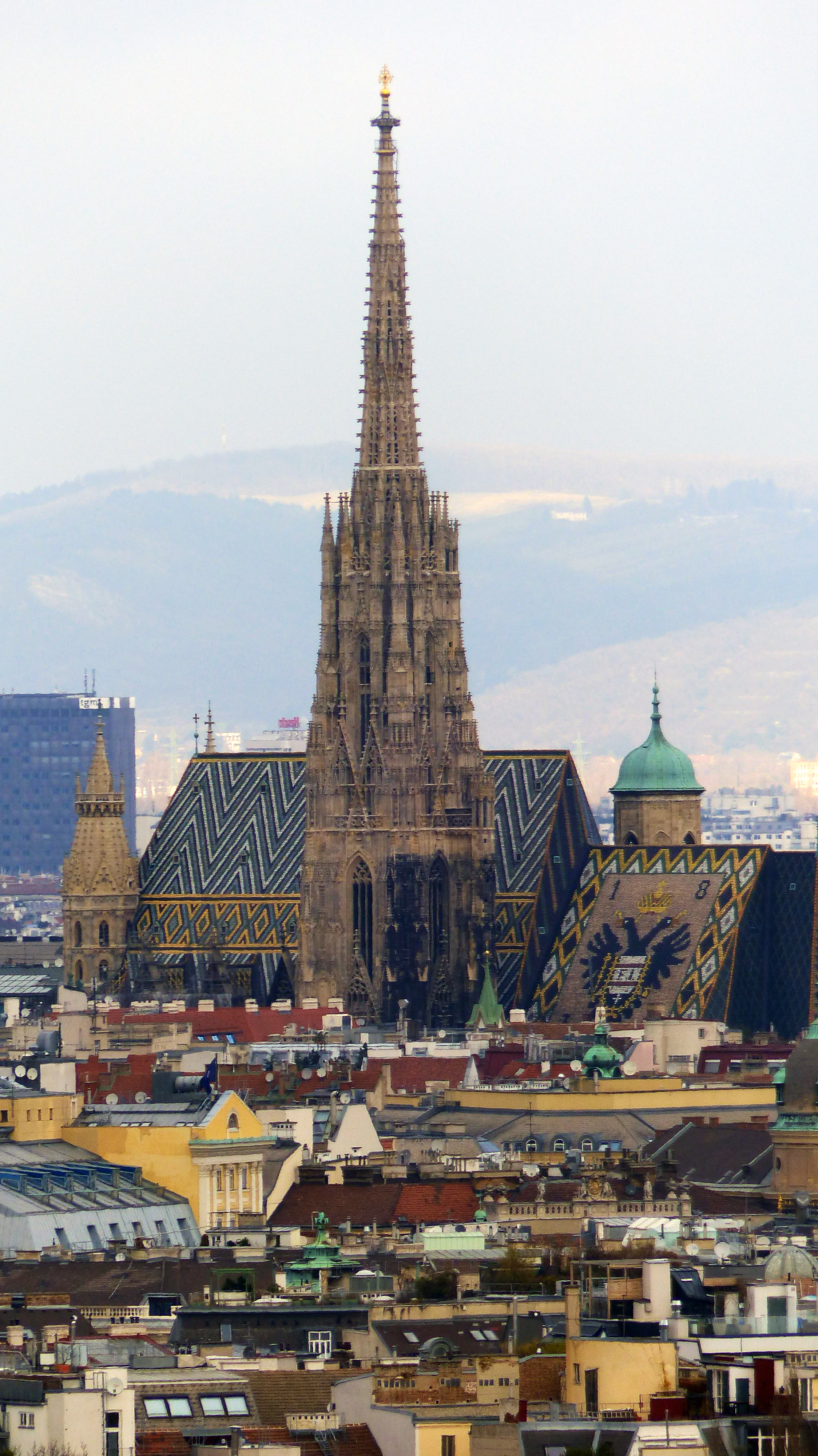
Flèche de la cathédrale Saint-Étienne de Vienne.
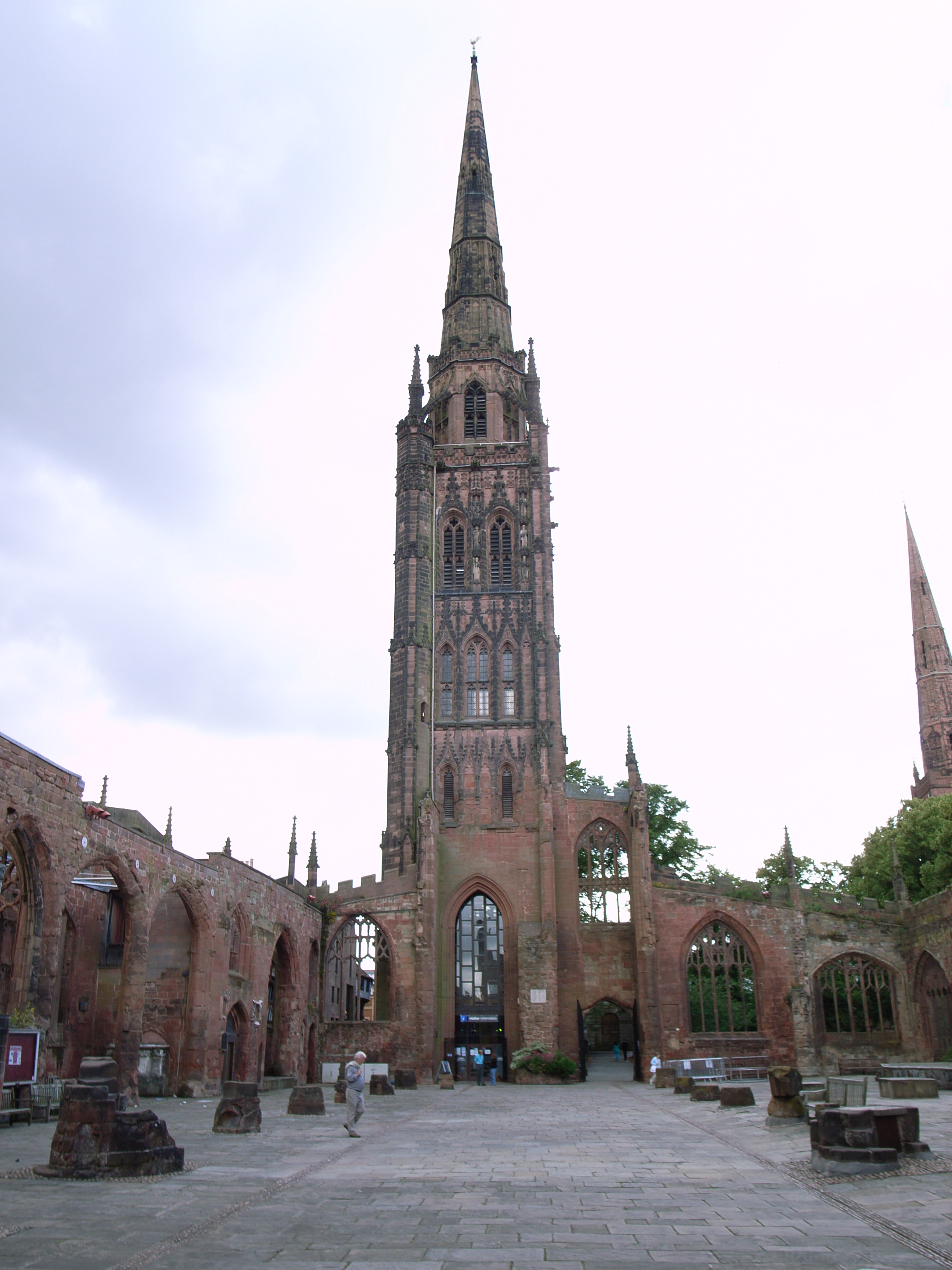
Flèche de la cathédrale Saint-Michel de Coventry.

### Flèche à crochets
Ce type de flèche à crochets est visible sur les églises méridionales;  
- dans le Pas-de-Calais avec une concentration d'églises avec ces flèches autour d'Arras comme à :

- - Béthonsart,
  - Camblain-l'Abbé,
  - Habarcq,
  - Hermaville,

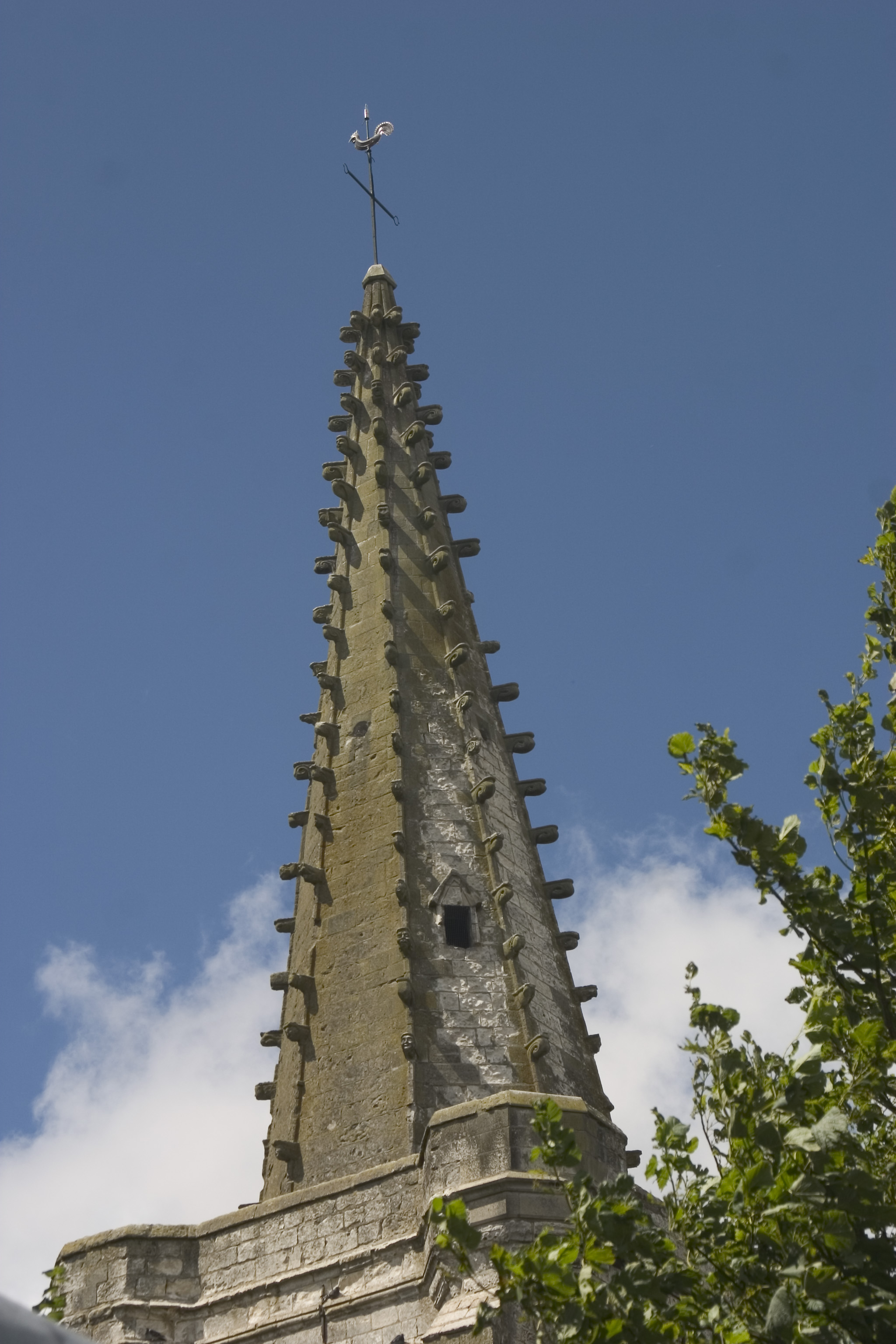
Flèche à crochets à Mingoval.

  - Mont-Saint-Éloi (hameau d'Écoivres),
  - Mingoval,
  - Savy-Berlette et
  - Servins[5]...
- dans le département de la Somme :
  - l'église Saint-Martin d'Amiens ;
  - l'église Saint-Martin de Bailleul ;
  - l'église Saint-Nicolas de Beauval ;
  - l'église Saint-Pierre de Bouchon ;
  - l'église Saint-Martin de Bourdon ;
  - l'église Saint-Martin de Cocquerel ;
  - l'église Saint-Riquier de Fontaine-sur-Somme ;
  - l'église Saint-Jean-Baptiste de Long...

- dans le département de l'Oise :
  - Église Saint-Victor d'Autrêches,
  - Église Saint-Pierre-et-Saint-Paul de Baron
  - Église Saint-Pierre de Béthisy-Saint-Pierre
  - Église Saint-Vaast de Boran-sur-Oise
  - Église Saint-Médard de Creil
  - Collégiale Saint-Thomas-de-Cantorbéry de Crépy-en-Valois
  - Église Notre-Dame d'Ève
  - Église Sainte-Félicité de Montagny-Sainte-Félicité
  - Église Saint-Martin de Plailly
  - Église Saint-Crépin-et-Saint-Crépinien de Saint-Crépin-Ibouvillers
  - Église Saint-Martin de Venette
  - Église Saint-Honoré de Verneuil-en-Halatte
  - Église Saint-Martin de Versigny...

## Flèche de tour-clocher en béton
La reconstruction provoquée par les destructions de la Première Guerre mondiale a entraîné des innovations dans l'architecture. Le béton fut employé pour la reconstruction d'églises dans les régions dévastées par les combats. Pour certaines églises détruites au cours de la Seconde Guerre mondiale, il en fut de même. On rencontre des flèches de béton dans les édifices suivants :
- église Saint-Honoré d'Amiens

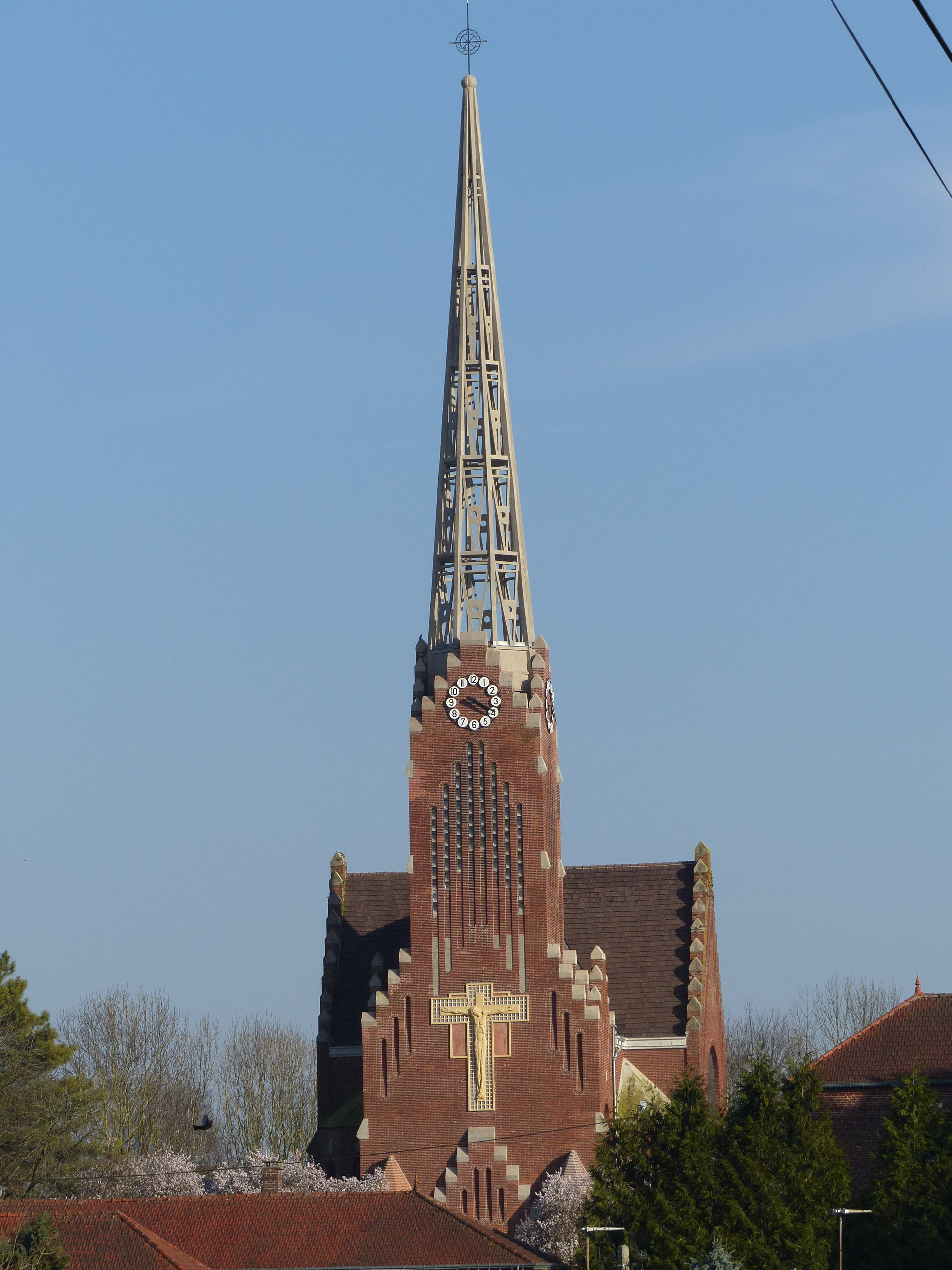
Flèche de l'église Saint-Pierre de Lamotte-Warfusée.

- église Sainte-Thérèse-de-l'Enfant-Jésus d'Élisabethville à Aubergenville
- église Saint-Quentin d'Estrées-Deniécourt
- église Notre-Dame de Laffaux
- église Saint-Pierre de Lamotte-Warfusée
- église Saint-Médard de Longueau
- église Saint-Martin de Martigny-Courpierre
- église Saint-Firmin de May-sur-Orne
- église Sainte-Thérèse-de-l'Enfant-Jésus de Metz
- église Saint-Martin de Monthenault
- église Saint-Vaast de Moreuil
- église Sainte-Jeanne-d'Arc de Nice
- église de Quessy
- église Saint-Rémi de Roupy
- église Saint-Pierre de Roye
- église Saint-Martin de Saint-Quentin
- église Saint-Martin de Vimy

## Flèche de tour-clocher en brique
Plus rares sont les flèches en brique, construites pendant l'entre-deux-guerres comme celles de :
- l'église Notre-Dame de Bruges
- l'église Saint-Honoré de Bouzincourt
- l'église Saint-Jacques de Coulogne
- l'église Saint-Barthélémy d'Oignies

## Flèche de la croisée du transept

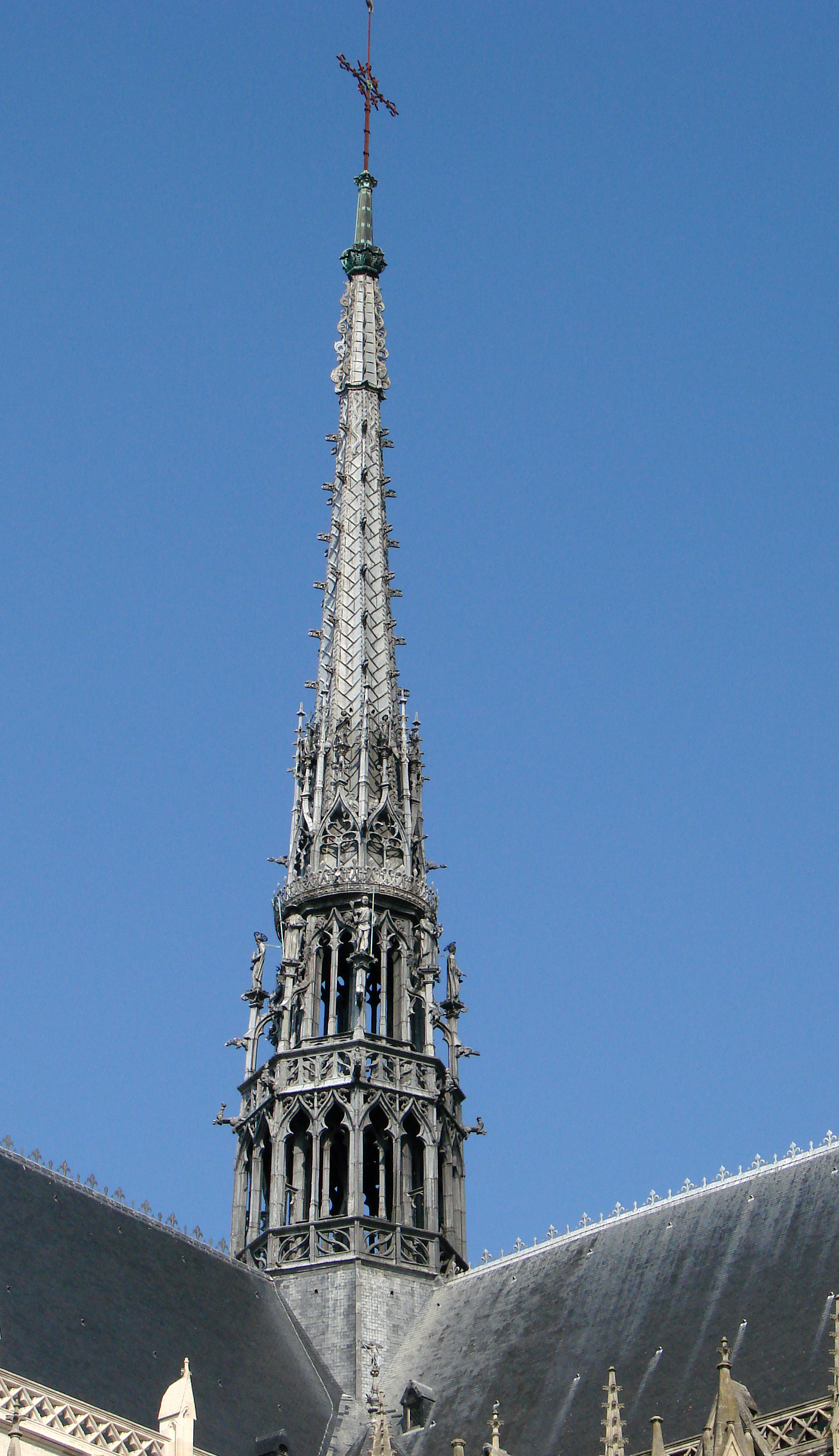
Flèche de la cathédrale d'Amiens.

On rencontre des flèches de bois, recouvertes d'ardoises et parfois recouvertes de plomb, situées à la croisée du transept dans plusieurs églises ou cathédrales :
- flèche de la cathédrale d'Amiens
- flèche de la cathédrale Saints-Michel-et-Gudule de Bruxelles
- flèche de la cathédrale Saint-Bénigne de Dijon
- flèche de la cathédrale Saint-Rombaut de Malines
- flèche de la cathédrale Sainte-Croix d'Orléans
- flèche de Notre-Dame de Paris
- flèche de la basilique Saint-Quentin de Saint-Quentin de Saint-Quentin

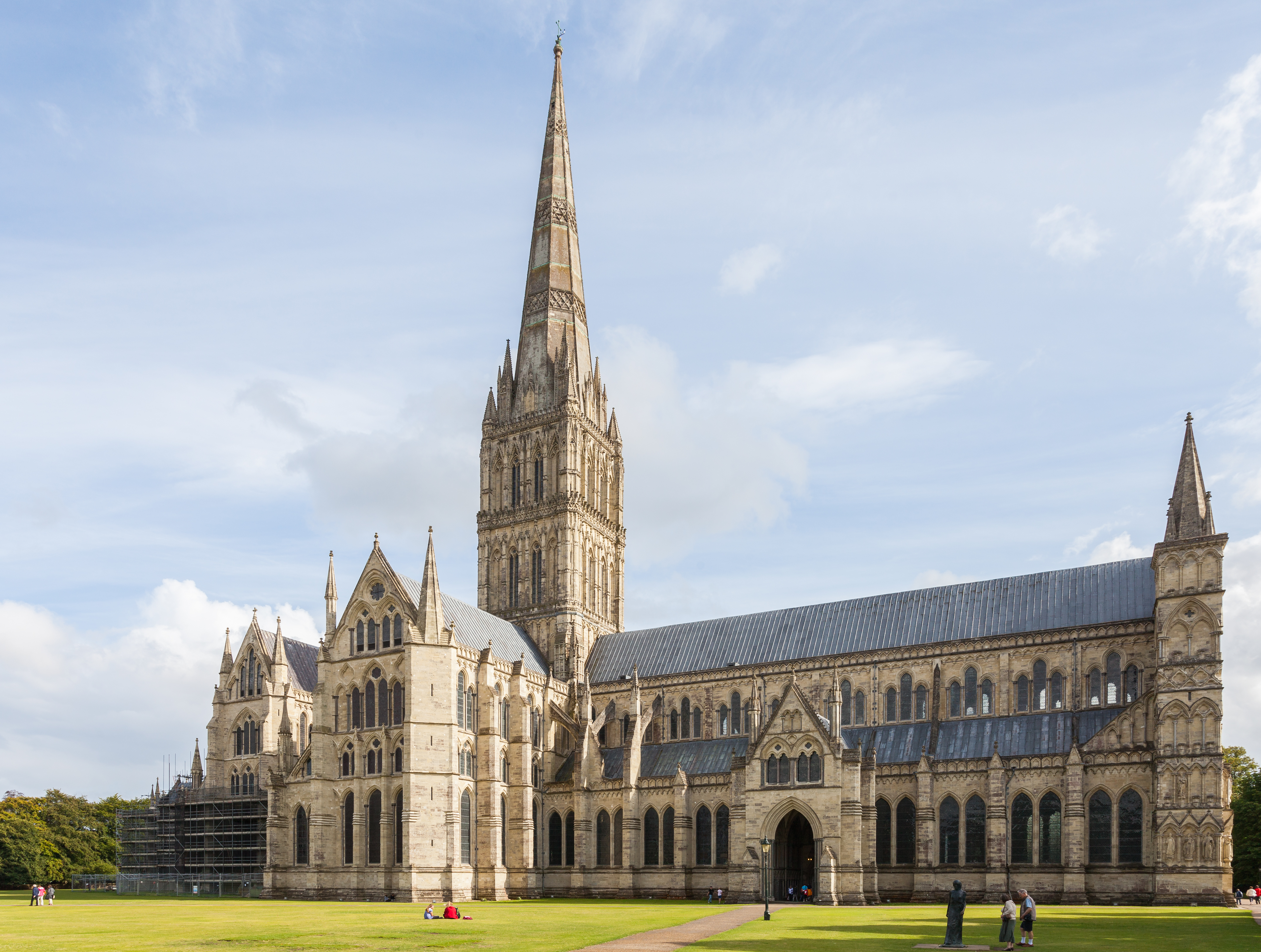
Flèche de la cathédrale de Salisbury.

Certaines flèches surmontent la tour-lanterne de la croisée du transept :
- flèche de la cathédrale Notre-Dame de Bayeux
- flèche de la cathédrale Notre-Dame d'Évreux
- flèche de l'église Notre-Dame de Fresles
- flèche de l'église de l'abbaye du Mont Saint-Michel
- flèche de la cathédrale de Norwich
- flèche en fonte de la cathédrale Notre-Dame de Rouen
- flèche en pierre de la cathédrale de Salisbury
- flèche de la collégiale Notre-Dame de Semur-en-Auxois
- flèche de l'église Notre-Dame de Calais
- flèche de la cathédrale de Lausanne

## Flèche à l'extrémité orientale de la toiture du chœur
- Cathédrale Saint-Nicolas de Fribourg
- Cathédrale Notre-Dame de Reims

## Flèche de métal
- Flèche du clocher de l'église Saint-Jean-Baptiste de Breteuil-sur-Noye
- Flèche de l'église Notre-Dame-de-l'Assomption de la Sainte-Vierge d'Oresmaux
- Flèche du campanile de l'église Saint-Paul de Saint-Pol-sur-Ternoise